# Königlich Bayerisches 16. Infanterie-Regiment „Großherzog Ferdinand von Toskana“
Das 16. Infanterie-Regiment „Großherzog Ferdinand von Toskana“ war ein Verband der Bayerischen Armee, der von 1878 bis 1919 bestand. 

## Geschichte

### Aufstellung und Entwicklung
Das Regiment wurde am 1. Oktober 1878 gemäß Allerhöchstem Entschluss vom 24. Juli 1878 in Burghausen (I. Bataillon) und Passau (Regimentsstab, II. und III. Bataillon) aufgestellt. Es wurde aus folgenden Stammtruppen gebildet:
- 2. Jägerbataillon (I. Bataillon)
- 7. Jägerbataillon (II. Bataillon)
- 9. Jägerbataillon (III. Bataillon)
- Regimentsstab (drei Offiziere, zwei Hoboisten, ein Aktuar, ein Schreiber)

Der Verband war der 2. Infanterie-Brigade unterstellt. Die Kompaniestärken betrugen zwischen 67 und 77 Mann. Der erste Kommandeur war Oberst Franz Martin, der am 29. April 1882 das Kommando an Oberst Otto Correck übergab. Am 1. Januar 1879 hatte das Regiment eine Verpflegungsstärke von 51 Offizieren, sechs Ärzten, drei Zahlmeistern und zwei Zahlmeisteraspiranten, drei Schreiber, ein Aktuar, zwei Büchsenmacher, sechs Lazarettgehilfen, 148 Unteroffiziere, 48 Spielleute, 36 Handwerker sowie 1372 Mannschaften. Am 25. März 1883 wurde König Alfons XII. von Spanien zum Inhaber des Regiments ernannt, zugleich wurde es in 16. Infanterie-Regiment „König Alfons XII. von Spanien“ umbenannt. Nach dessen Tod am 26. November 1885 wurde es 16. Infanterie-Regiment „vacant König Alfons“ bezeichnet. Im Jahre 1888 wurden die Kompaniestärken auf 73 bis 88 Mann angehoben. Ab 1. April 1891 wurde der Standort Burghausen aufgegeben und das I. Bataillon wurde nach Landshut verlegt. Am 1. Oktober 1893 wurde das IV. Halbbataillon mit der 13. und 14. Kompanie aufgestellt. Am 4. Februar 1894 wurde Großherzog Ferdinand IV. von Toskana zum Inhaber des Regiments ernannt. Es hieß von nun an 16. Infanterie-Regiment „Großherzog Ferdinand von Toskana“. Zum 1. April 1897 gab das Regiment das IV. Halbbataillon an das 20. Infanterie-Regiment nach Landsberg am Lech ab, wo es als III. Bataillon errichtet wurde. Zur China-Expedition im Jahre 1900 meldeten sich drei Offiziere und 34 Mann freiwillig ab. Am 1. April 1913 wurde eine Maschinengewehr-Kompanie aufgestellt. Am 1. Oktober 1913 wurde Oberst Karl Grundherr zu Altenthan und Weyerhaus zum Regimentskommandeur ernannt.

### Erster Weltkrieg

#### 1914
Im Ersten Weltkrieg trat das Regiment in Gefechtsstärke von 85 Offizieren und 3.305 Unteroffiziere und Mannschaften (Stand: 2. August 1914) bei Saarburg als Teil der 6. Armee an. Eine Woche später waren 30 % der Mannschaften aufgrund der Strapazen während des Anmarsches ausgefallen. Bei der Schlacht in Lothringen vom 20. bis 22. August 1914 setzte das Regiment über die Saar bei Oberstinzel und griff Teile des VIII. französischen Armeekorps an. Dabei überraschte es die vorderen Linien des Feindes, brach rasch durch und konnte bis 21. August morgens bis zum Rhein-Marne-Kanal bei Heming vorstoßen. Danach ging es zur Verfolgung über und erreichte am Abend des 22. August Blâmont. Dabei erbeutete das Regiment 12 Geschütze sowie 15 Munitionswagen und nahm ca. 200 Franzosen gefangen. Allerdings musste es bei seiner Feuertaufe auch Verluste von acht Offizieren und 190 Mann als Gefallene oder Verwundete hinnehmen. Die 8. Kompanie hatte alle Offiziere verloren. Am 28. August 1914 bestand das III. Bataillon nur noch aus sechs Offizieren und 270 Mannschaften, aus denen zwei Kompanien gebildet wurden. Nach der Verlegung an die Somme am 23. September 1914 war das Regiment beim Sturm auf Chaulnes beteiligt und hatte hierbei allein am 25. September 221 Gefallene zu beklagen, wobei das II. Bataillon besonders betroffen war (Nur noch 210 Gewehre stark!). Am selben Tag nahm das Regiment über 100 Franzosen gefangen und den ersehnten Ersatz in Stärke drei Offizieren, elf Offizierstellvertretern, fünfzig Unteroffizieren und 667 Mannschaften auf.

#### 1915
Im Frühjahr 1915 wurde das Regiment aus der 1. Infanterie-Division herausgelöst und der neugebildeten 10. Infanterie-Division unterstellt. Vom 27. März 1915 an war das Regiment bei Lihons eingegraben und konnte seine Stellungen ohne größere Geländeverluste bis 20. Oktober 1915 halten. Am 15. Mai 1915 stellte das Regiment die 13. und 14. Kompanie auf, die anschließend an das 24. Infanterie-Regiment abgegeben wurden. Am 22. Mai 1915 übernahm Oberstleutnant Adolf Bedall das Regiment. Von 20. Oktober 1915 bis 22. Mai 1916 setzte es den Stellungskrieg bei Chaulnes fort.

#### 1916
Während der Kämpfe bei Arras vom 13. Mai bis 28. Juni 1916 verlor das Regiment über 350 Mann durch Tod, Verwundung oder Krankheiten. Während der Schlacht an der Somme wurde das Regiment ab 1. Juli 1916 der 28. Reserve-Division als Reserve im Raum Bazentin-Longueval unterstellt. Am 2. Juli 1916 warfen sich das I. und II. Bataillon gegen das von den Engländern bereits besetzte Montauban, wurden jedoch zurückgeschlagen und hatte 72 Gefallene zu beklagen. Nachdem es die nächsten zwölf Tage seine Stellungen hatte halten können, brach am 14. Juli 1916 der englische Sturm über das Regiment hinweg und vernichtete die verbliebenen Teile. Allein am 14. Juli 1916 fielen 256 Mann. Einen Tag danach sammelten sich als Rest des Regiments noch acht Offiziere und 688 Mann. Daraufhin wurde es aus der Westfront herausgelöst. Am 31. Juli 1916 wurde Oberst Hugo Schönwerth zum Regimentskommandeur ernannt. Das Regiment wurde bis Anfang August 1916 wieder aufgefrischt und ab 12. August 1916 in die Karpathen verlegt, wo es im September 1916 bei Dorna Watra und Kirlibaba den russischen Ansturm zum Stehen brachte. Die Verluste des Regiments in den Karpathen waren vergleichsweise gering und konnten durch Ersatzkräfte meist ausgeglichen werden. Am 23. November 1916 wurde die 2. und 3. MG-Kompanie unter Heranziehung der MG-Scharfschützen-Trupps 45 und 87 sowie des MG-Ergänzungs-Zuges 829 aufgestellt.

#### 1917
Nach Zurückverlegung an die Westfront zum 25. Juni 1917 wurde das Regiment bei Hollebeke eingesetzt. Am 31. Juli 1917 griffen die Engländer nach massiver Artillerievorbereitung südlich Hollebeke an, konnten jedoch lediglich den südlichen Flügel des Regiments etwa 500 m eindrücken. Von 25. Juni bis zum 3. August 1917 hatte es 107 Tote, 267 Verwundete und 90 in Gefangenschaft Geratene verloren. Nach Eingliederung des letzten größeren Ersatzes betrug am 1. Oktober 1917 die Verpflegungsstärke 90 Offiziere, 421 Unteroffiziere und 2.441 Mannschaften. Das Regiment wurde nun am 4. Oktober 1917 nach Gheluvelt verlegt, wo es am 9. Oktober die englischen Angriffe blutig abwies und die Ortschaft halten konnte. Am 28. Oktober 1917 fanden 35 Mann auf einem Zugtransport durch einen Fliegerangriff den Tod. Das Regiment wurde am 30. Oktober 1917 aus der Front herausgelöst. Von 3. bis 24. November 1917 befand sich das Regiment zur Auffrischung in Brest-Litowsk.

#### 1918
Vom 30. Mai bis 17. Juni 1918 war das Regiment im Raum Soissons-Reims eingesetzt. Es verlor in dem Zeitraum 363 Mann, erhielt als Ersatz jedoch nur einen Offizier und acht Mann. Das I. und II. Bataillon zählten noch insgesamt neun Offiziere und 252 Mann. Am 23. Juni 1918 wurde Major Ernst Aldinger das Kommando über das Regiment übertragen. Ab 18. Juli 1918 wich das Regiment in vier Tagen kämpfend von Dammard nach Oulchy-la-Ville aus, erlitt dabei jedoch erhebliche Verluste. Es wurde am 22. Juli 1918 nach Le Cateau-Cambrésis zurückgeführt und die Reste des Regiments wurden der 6. bayerischen Reserve-Division unterstellt. Am 23. Juli 1918 wurde Major Franz Spiegel zum Kommandeur ernannt. Am 4. August übernahm das Regiment die Reste des aufgelösten Reserve-Infanterie-Regiments 13 und am 26. August wurde die Minenwerfer-Kompanie aufgestellt. Von 23. August bis 18. Oktober 1918 kämpfte das Regiment wiederum im Stellungskrieg, zunächst westlich von Biefvillers. Kämpfend ausweichend bot das dezimierte Regiment den wütenden Angriffen der Engländer immer wieder die Stirn. Die Kräfte waren schließlich erschöpft; das I. Bataillon hatte noch einen Offizier und 46 Mann. Die 4., 7. und 10. Kompanie wurden aufgelöst und verteilt. Am 19. Oktober 1918 erhielt das Regiment nochmals Ersatz von zwei Offizieren und 184 Mann. Es bestand noch aus drei Kompanien, zwei MG-Kompanien und einer Minenwerfer-Kompanie mit einer Gefechtsstärke von zwölf Offizieren, 42 Unteroffizieren und 239 Mannschaften. Mit dem Durchbruch der Engländer beiderseits Kortrijk an der Lys am 20. Oktober 1918 wich das Regiment langsam nach Osten aus. Am 30. Oktober 1918 stand es diesseits der Schelde bei Audenaarde. Am Ende des Krieges lag das Regiment in der Gegend von Ninove.
Während des Ersten Weltkriegs hatte das Regiment zu beklagen an
- Toten: 48 Offiziere, ein Sanitätsoffizier, 244 Unteroffiziere und 2.084 Mannschaften
- Vermissten: zwei Offiziere, dreizehn Unteroffiziere und 178 Mannschaften
- durch Krankheiten/Unfall Verstorbenen: ein Offizier, vierzehn Unteroffiziere und 114 Mannschaften

Am Ende des Krieges befanden sich 32 Offiziere, sechs Sanitätsoffiziere, 237 Unteroffiziere und 1.387 Mannschaften in Gefangenschaft.

### Verbleib
Nach dem Waffenstillstand von Compiègne marschierten die Reste des Regiments über Brüssel, Lüttich, Aachen nach Barmen und traf schließlich am 16. Dezember 1918 in Passau ein. Am 17. Dezember 1918 wurde Oberst Ritter von Mieg als Kommandeur des Regiments geführt, der am 19. Februar 1919 das Kommando an Major Christian Benz übergab. Bis 12. Januar 1919 wurde das Regiment demobilisiert. Aus Teilen bildete sich ein Freiwilligenbataillon, das im Juni 1919 im III. Bataillon des Reichswehr-Infanterie-Regiments 44 aufging.
Die Tradition übernahmen in der Reichswehr die 14. Kompanie des 19. (Bayerisches) Infanterie-Regiments in Landshut sowie die 9. und 12. Kompanie des 20. (Bayerisches) Infanterie-Regiments in Passau.

## Kommandeure
| Dienstgrad            | Name                                           | Datum                                      |
| --------------------- | ---------------------------------------------- | ------------------------------------------ |
| Oberstleutnant/Oberst | Franz Martin                                   | 01. Oktober 1878 bis 24. April 1882        |
| Oberstleutnant        | Otto Correck                                   | 29. April 1882 bis 23. März 1885           |
| Oberst                | Franz Berg                                     | 24. März 1885 bis 24. Juli 1888            |
| Oberst                | Joseph Holl                                    | 25. Juli 1888 bis 9. Januar 1894           |
| Oberst                | Wilhelm von Hertling                           | 12. Januar 1894 bis 5. November 1896       |
| Oberst                | Otto Walther von Walderstötten                 | 07. November 1896 bis 2. Dezember 1900     |
| Oberstleutnant/Oberst | Eugen Ehrensberger                             | 03. Dezember 1900 bis 14. November 1902    |
| Oberst                | Emil Gradinger                                 | 15. November 1902 bis 23. Februar 1905     |
| Oberst                | Karl Bernhuber                                 | 25. Februar 1905 bis 5. März 1907          |
| Oberst                | Bernhard Kießling                              | 08. März 1907 bis 20. November 1909        |
| Oberst                | Heinrich Hinzler                               | 21. November 1909 bis 21. Juni 1912        |
| Oberst                | Joseph Schmauß                                 | 22. Juni 1912 bis 19. September 1913       |
| Oberst                | Karl von Grundherr zu Altenthan und Weyherhaus | 01. Oktober 1913 bis 5. März 1915          |
| Major                 | Friedrich von Reitz                            | 06. März bis 21. Mai 1915 (Führer)         |
| Oberstleutnant        | Adolf Bedall                                   | 22. Mai 1915 bis 14. Juli 1916             |
| Major                 | Otto Killermann                                | 15. bis 31. Juli 1916 (Führer)             |
| Oberst                | Hugo Schönwerth                                | 01. August 1916 bis 15. April 1918         |
| Major                 | Oskar Prager                                   | 16. April bis 22. Juni 1918 (Führer)       |
| Major                 | Ernst Aldinger                                 | 23. bis 30. Juni 1918                      |
| Hauptmann             | Paul Beckmund                                  | 30. Juni bis 19. Juli 1918 (Führer)        |
| Major                 | Franz Spiegel                                  | 20. Juli bis 16. Dezember 1918             |
| Oberst                | Hans von Mieg                                  | 17. Dezember 1918 bis 18. Februar 1919     |
| Major                 | Christian Benz                                 | 19. Februar bis Juni 1919 (Auflösungsstab) |